# هیوندای روتم

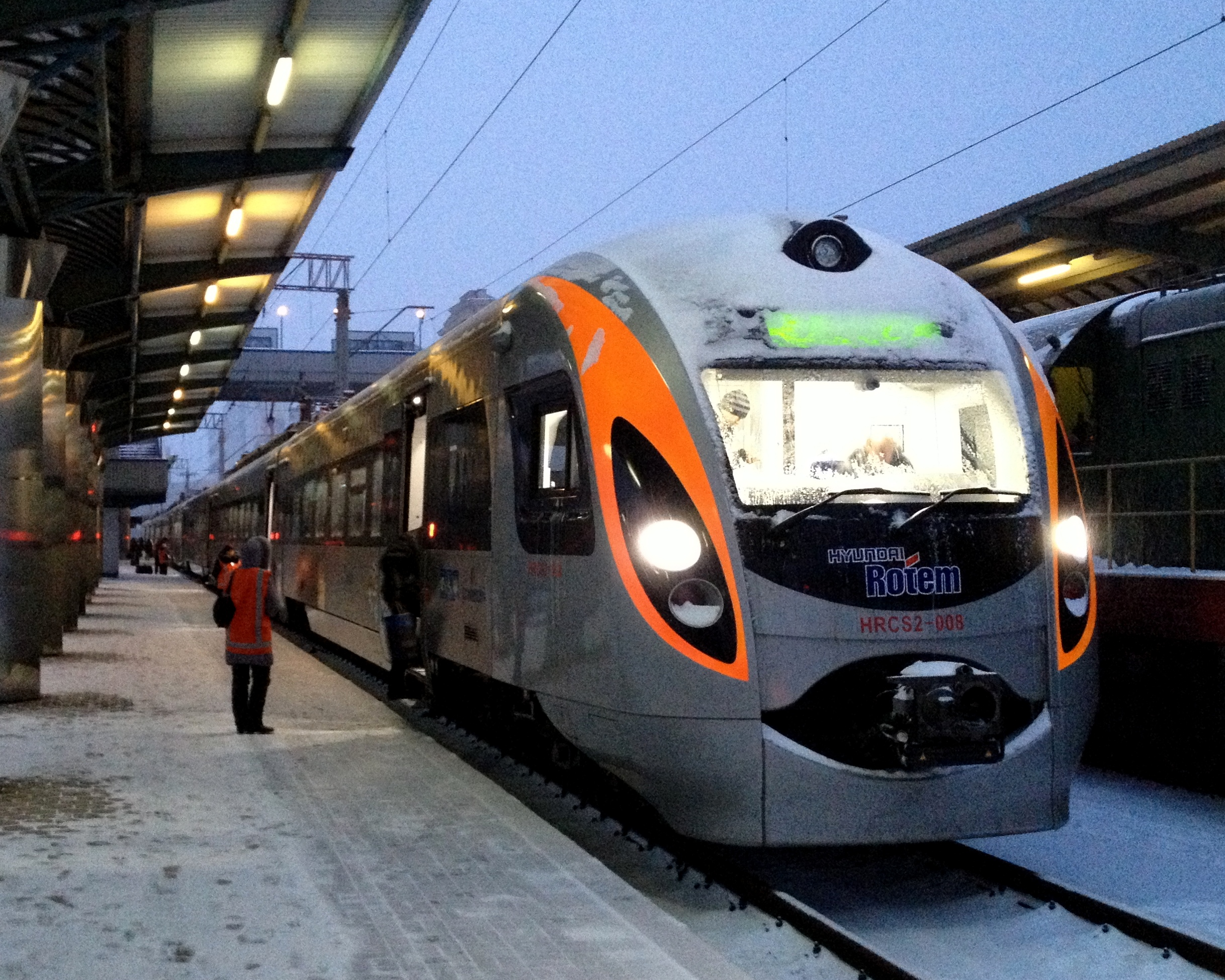
قطار ساخت شرکت هیوندای روتم، در متروی اصلی اوکراین

هیوندای روتم (به انگلیسی: Hyundai Rotem) شرکت تولید خودروهای ریلی و صنایع دفاعی کره‌ای است، که در زمینه تولید خط‌نورد، واگن، سامانه‌های دفاعی و تانک‌های نظامی فعالیت می‌نماید.
شرکت هیوندای روتم در سال ۱۹۹۹ در پی ادغام بخش‌های تولید خط‌نورد شرکت‌های صنایع سنگین هیوندای، هیوندای موبیس، صنایع سنگین دوو و صنایع سنگین هانجین با شرکت کوروس (تأسیس: ۱۹۷۰)، راه‌اندازی شد.
دفتر مرکزی این شرکت در شهر سئول، کره جنوبی قرار دارد و هم‌اکنون به عنوان شرکت تابعه‌ای از هیوندای موتور گروپ فعالیت می‌کند.